# Geezy Boyz
Geezy Boyz es el segundo álbum de estudio del cantante estadounidense De la Ghetto. Fue publicado el 25 de agosto de 2013 a través del sello Geezy Boyz Entertainment para descargas digitales y streaming. Con 19 canciones, contiene colaboraciones de diversos cantantes como Arcángel, Zion, Farruko, Randy, entre otros.
El nombre del álbum viene de uno de los apodos del cantante, Geezy, el cual le fue otorgado por amigos en Nueva York, esto al escuchar los álbumes del rapero estadounidense Young Jeezy.

## Lista de canciones
| N.º   | Título                                                 | Productor(es)                  | Duración |  |
| 1.    | «No veo a nadie» (con Gallego)                         | Echo                           | 1:45     |  |
| 2.    | «Frío olímpico»                                        | Mambo Kingz                    | 3:45     |  |
| 3.    | «Háblame de ticket»                                    | Haze                           | 3:42     |  |
| 4.    | «Relájate conmigo» (con Arcángel)                      | DJ Luian · Noize               | 3:51     |  |
| 5.    | «Súbelo»                                               | Urba & Rome                    | 3:14     |  |
| 6.    | «Otra vida» (con Cosculluela)                          | DJ Blass · Jazz · Lil Wizard   | 2:35     |  |
| 7.    | «Exitandonos [sic]»                                    | Nely · Tainy                   | 4:10     |  |
| 8.    | «Todo Gucci» (con Ñengo Flow)                          | Mr. Ranger                     | 3:49     |  |
| 9.    | «Ahí, Ahí, Ahí»                                        | DJ Blass · Dexter & Mr. Greenz | 3:53     |  |
| 10.   | «Mírala» (con Farruko y Zion)                          | DJ Blass · Mr. Greenz          | 3:48     |  |
| 11.   | «Hula Hoop»                                            | Urba & Rome                    | 3:36     |  |
| 12.   | «Perder el control» (con Randy)                        | DJ Blass · Jamar Jackson       | 3:38     |  |
| 13.   | «Contra la tormenta»                                   | Eddie Montilla                 | 3:57     |  |
| 14.   | «Ella es especial» (con Guelo Star)                    | Toly                           | 3:57     |  |
| 15.   | «Asesina»                                              | Menes · Elyga                  | 3:55     |  |
| 16.   | «Sincero amor»                                         | Predikador                     | 3:48     |  |
| 17.   | «Saciar la sed»                                        | DJ Blass · Echo                | 4:03     |  |
| 18.   | «La calle huele a rifle» (con Calma Carmona y Gallego) | DJ Blass                       | 3:55     |  |
| 19.   | «Sincero amor (Remix)» (con Arcángel)                  | Predikador                     | 4:21     |  |
| 69:41 |                                                        |                                |          |  |

## Remezclas
- Súbelo (con Alexis & Fido)[7]
- Ahí Ahí Ahí (con Jowell & Randy)
- Ahí Ahí Ahí (con Fatman Scoop)
- Ahí Ahí Ahí (con La Terapia)

## Posicionamiento en listas
| Listas (2013)                        | Mejor posición |
| ------------------------------------ | -------------- |
| Estados Unidos (Latin Rhythm Albums) | 7              |